# 林煌坤
林煌坤（1947年—），臺灣作詞家、編劇。著名的填詞作品包括〈往事只能回味〉、〈祝你幸福〉、〈路邊的野花不要採〉等。

## 生平
1947年，林煌坤出生於臺南縣歸仁鄉，家中務農。因經濟因素考入國立臺灣藝術專科學校影劇科。
1970年，林煌坤畢業後找到的第一份工作是在劉家昌的片場擔任場記，很快地升任副導演。林煌坤毛遂自薦為劉家昌新作的歌曲填詞〈往事只能回味〉，由尤雅演唱，推出後成為銷量超過百萬張的暢銷唱片。之後陸續創作了甄妮演唱的〈海誓山盟〉、崔苔菁的〈愛是你愛是我〉、劉文正的〈愛情〉、余天的〈含淚的微笑〉、蕭孋珠的〈真情〉、鳳飛飛的〈祝你幸福〉、鄧麗君的〈路邊的野花不要採〉等歌曲。據林煌坤所說，由1970年開始到1985年的填詞生涯中，他寫了一千多首歌，紅的大概有200多首。
同時，林煌坤也從事編劇的工作。電影《春寒》曾獲1979年第16屆金馬獎最佳原著劇本獎提名。與瓊瑤合作了《在水一方》、《翦翦風》等電影劇本；1984年由廖峻與澎澎主演的賣座電影《電影秀》的劇本也出自林煌坤之手。1981年，林煌坤到韓國拍了唯一一部執導電影《笑死人不償命》。
1986年，林煌坤參與製作了中視綜藝節目《天天星期天》，之後應三立影視邀請為豬哥亮的錄影秀編寫了一千多部劇本。
林煌坤也熱心於保存台灣民歌和台灣歌謠的資料。2004年8月，林煌坤與汪笨湖主持年代MUCH台節目《黑狗來了－台灣歌謠一百年》，解說臺灣歌謠背後隱藏的故事。

## 知名填詞作品
- 〈往事只能回味〉（1970年，由尤雅演唱）
- 〈祝你幸福〉（1972年，由鳳飛飛演唱）
- 〈路邊的野花不要採〉（1973年，由鄧麗君演唱）

## 著作
- 《總要說再見 說唱台灣》（2012年）
- 《恁的時代，咱的歌》（2025年）